# Перченков, Григорий Вульфович
Григорий Вульфович Перченков (1947, Москва — 1980, Москва) — российский живописец.

## Биография
В 1958-60-х годах занимался в детской художественной студии при Центральной доме архитектора у учениц Роберта Фалька — Р. М. Рабинович и Н. О. Лурье. Затем с 1960 по 1963 год учился в ДХШ у А. М. Глускина и М. А. Рогинского.
Ранний период творческого пути представляют такие работы, как «Дядя», «Наташа», «Пушкино. Дети», «Дед», отличающиеся чистым, непосредственным восприятием жизни. Тогда же были созданы произведения перламутровой гаммы — «Девушка у окна», «Натюрморт», «Девушка с кувшином» и многие другие.
Позже Перченкова увлекли экспрессивные цветовые композиции, динамика «неуравновешенного равновесия». Перченков всё чаще обращался к еврейской тематике — «Мужской портрет», «Портрет брата», «Поколения раввинов», «Синагога», «Самсон», «Ожидание. Исход».
При жизни Перченков выставлялся единожды, в 1964 году, на коллективной выставке в Молодежном клубе Дзержинского р-на Москвы.
В январе 1980 года покончил жизнь самоубийством.

## Работы находятся в собраниях
- Государственная Третьяковская галерея, Москва[1].

## Персональные выставки
- 1993 — «Григорий Перченков». Центральный Дом художника, Москва.[2]
- 1998 — «Григорий Перченков (1947—1980). Живопись, графика». Галерея «На Солянке», Москва.[3]

## Семья
- Перченков, Евсей Вульфович (р. 1929) — брат, — советский архитектор, специалист в области отдыха и туризма. Заслуженный архитектор РСФСР (1989).